# Gypona smaragdula
Gypona smaragdula är en insektsart som beskrevs av Walker 1851. Gypona smaragdula ingår i släktet Gypona och familjen dvärgstritar. Inga underarter finns listade i Catalogue of Life.